# James V. Remsen
James V. Remsen (volledige naam James Vanderbeek Remsen Jr.)  (geboren 21 september 1949) is een Amerikaanse ornitholoog. Zijn belangrijkste onderzoeksgebied is de neotropische avifauna. In 1999 richtte hij het South American Classification Committee (SACC, Zuid-Amerikaanse classificatiecommissie) op van de American Ornithological Society. 
Remsen studeerde tot 1971 aan de Stanford-universiteit en haalde daar zijn bachelor en master. Vervolgens promoveerde hij in 1978 in de zoölogie aan de Universiteit van Californië op een proefschrif over de ecologie van neotropische ijsvogels, gebaseerd op bijna twee jaar veldwerk in het Amazonegebied. Daarna werd hij conservator vogels aan het museum van de Louisiana State University.
Remsen heeft een groot aantal publicaties op zijn naam staan en kreeg al diverse onderscheidingen voor zijn wetenschappelijk werk. Hij is de soortauteur (vaak als co-auteur) van zes vogelgeslachten waaronder Zentrygon (kwartelduiven), 2 soorten, bijvoorbeeld de vilcabambastekelstaart (Cranioleuca weskei)  en vier ondersoorten. Hij geldt als een internationaal erkende autoriteit op het gebied van het verwantschapsonderzoek aan Zuid-Amerikaanse vogelsoorten. 